# میان‌قفس سینه

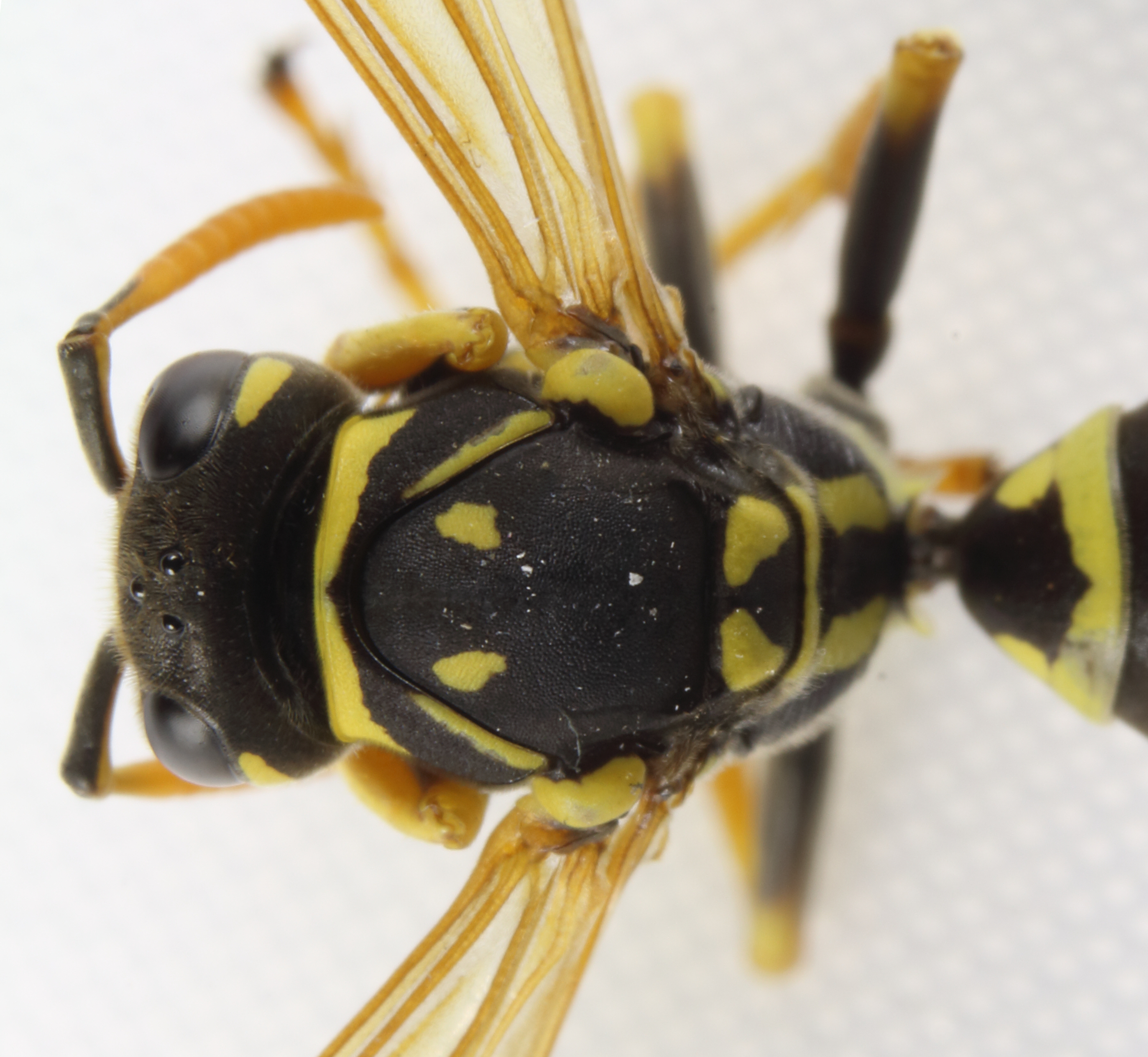

میان‌قفس سینه (به انگلیسی: Mesothorax) وسط سه بخش از قفسه سینه شش‌پایان است و جفت دوم پا را دارد. سختینه‌های اصلی آن (صفحه‌های اسکلتی بیرونی) مزونوتوم (پشتی)، مزوسترنوم (شکمی) و مزوپلورون (کناری) در هر سو هستند. میان‌قفس سینه بخشی است که بال‌های جلو را در همهٔ حشرات بال‌دار حمل می‌کند، اگرچه گاهی ممکن است این بال‌ها کاهش یافته یا اصلاح شوند، مانند سوسک‌ها (Coleoptera) یا گوش‌خیزک‌ها، که در آنها اسکلروت می‌شوند تا بال‌پوش ("پوشش بال") و پیچیده‌بالان که در آن آنها کاهش یافته و هالترهایی را تشکیل می‌دهند که به مزونوتوم متصل می‌شوند. همهٔ حشرات بالغ روی میان‌قفس سینه پا دارند. در برخی از گروه‌های حشرات، مزونوتوم هیپرتروفی می‌شود، مانند دوبالان، پرده‌بالان و پروانه‌سانان که در آن بخش جلویی مزونوتوم (که مزوسکتوم نامیده می‌شود) بیشتر سطح پشتی قفسه سینه را تشکیل می‌دهد. در این راسته‌ها، معمولاً یک اسکلریت کوچک به مزونوتوم که قاعده بال را می‌پوشاند، به نام تگولا متصل است. در یک گروه از حشرات، نیم‌بالان، سطح پشتی قفسه سینه معمولاً عمدتاً از پروتوراکس تشکیل شده است، اما همچنین بخشی از قسمت پشتی بزرگ‌شدهٔ مزونوتوم به نام اسکاتلوم است. در قاب‌بالان، اسکلتلوم ممکن است قابل دیدن باشد یا نباشد، معمولاً به صورت یک صفحه مثلثی کوچک بین پایه‌های الیترال است، بنابراین از نظر موقعیت شبیه به سختینه نیم‌بالان است. در دوبالان و پرده‌بالان، سختینه میان‌قفس سینه نیز مشخص است، اما بسیار کوچک‌تر از مزوسکتوم است.